# Archeterokrohnia
Archeterokrohnia is een geslacht in de taxonomische indeling van de pijlwormen. Het dier behoort tot de familie Heterokrohniidae. Archeterokrohnia werd in 1986 beschreven door Casanova.